# André Colonges
André Colonges es un deportista francés que compitió en judo. Ganó cuatro medallas en el Campeonato Europeo de Judo en los años 1954 y 1955.

## Palmarés internacional
| Campeonato Europeo | Campeonato Europeo | Campeonato Europeo | Campeonato Europeo |
| Año                | Lugar              | Medalla            | Categoría          |
| ------------------ | ------------------ | ------------------ | ------------------ |
| 1954               | Bruselas (Bélgica) | Medalla de bronce  | 1.er dan           |
| 1954               | Bruselas (Bélgica) | Medalla de plata   | 3.er dan           |
| 1955               | París (Francia)    | Medalla de oro     | 1.er dan           |
| 1955               | París (Francia)    | Medalla de bronce  | 3.er dan           |